# 惠山森林公园
惠山森林公园位于无锡市城区西侧，距市中心3千米，面积为933.33公顷，主峰惠山为天目山余脉、毗邻大运河。主峰最高处为三茅峰，高328米，其次为二茅峰、头茅峰，三峰别称九龙山，因山上多泉，故以“九龙十三泉”闻名，有“江南第一山”之誉。